# Koskisaaret
Koskisaaret är en ö i Finland. Den ligger i sjön Toisvesi och i kommunen Virdois i den ekonomiska regionen  Övre Birkalands ekonomiska region  och landskapet Birkaland, i den sydvästra delen av landet, 250 km norr om huvudstaden Helsingfors. Öns största längd är 130 meter i nord-sydlig riktning. Notera att namnet antyder att det är fråga om flera öar.